# Burn It to the Ground
Singles de Nickelback
If Today Was Your Last Day
(2008) I'd Come for You
(2009)
Burn It to the Ground est le vingt-quatrième single du groupe Nickelback et le quatrième de l'album Dark Horse sorti en 2008.

## Classements
| Classement (2008-2010)             | Meilleure position |
| ---------------------------------- | ------------------ |
| Allemagne (Media Control AG)       | 65                 |
| Canada (Hot 100)                   | 37                 |
| Finlande (Suomen virallinen lista) | 7                  |
| États-Unis (Alternative Songs)     | 32                 |
| États-Unis (Mainstream Rock)       | 3                  |
| États-Unis (Hot Rock Songs)        | 7                  |

## Liste des chansons
| 1.   | Burn It to the Ground                 | 3:28 |
| 2.   | Burn It to the Ground (version album) | 3:30 |
| 6:58 |                                       |      |